# Hans Markwalder

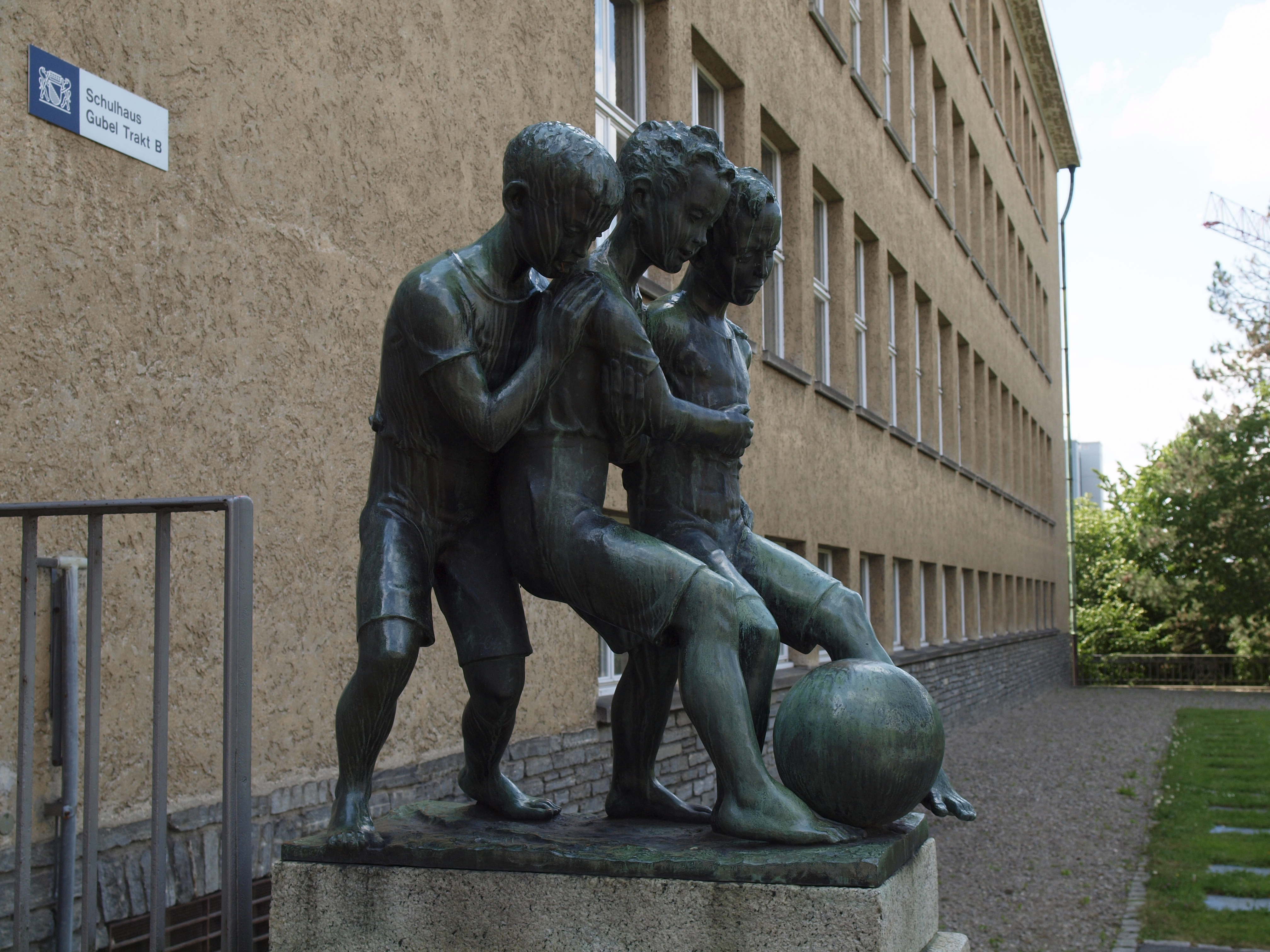
Schulhaus Gubel, Stadt Zürich

Hans Markwalder (* 11. Juni 1882 in Weiningen; † 8. November 1951 in Zürich) war ein Schweizer Bildhauer, Plastiker und Radierer.

## Leben und Werk
Hans Markwalder lernte in München bei Adolf von Hildebrand und schuf im Kanton Zürich und in der Ostschweiz zahlreiche Werke.
In der Stadt Zürich sieht man seine Werke u. a. an der Fassade des St. Annahofs, am Bezirksgebäude und am Zunfthaus Kaufleuten. Markwalder schuf die zwei Sphingen für das Krematorium Sihlfeld D und verschiedene Brunnenplastiken, z. B. für den Trinkbrunnen Albisriederplatz und den Trinkbrunnen mit Känguru.